# Vacanța Mare
Vacanța Mare este un grup umoristic românesc, format în 1988 de Dan Sava, Mugur Mihăescu, Radu Pietreanu, Felix Sava și Dan Ștefănescu. Normal grupul trebuia în 1987 să se formeze, însă s-a decis neoficial, urmând ca anul următor să se formeze acest grup.
Primul spectacol Vacanța Mare a fost susținut în 1988 într-o remorcă de tractor, când trupa era formată din patru membri. În 1990 a fost cooptat Dan Ștefănescu. În 1992, Felix Sava și Dan Ștefănescu au părăsit "Vacanța Mare". În 2007, din grup făceau parte Mugur Mihăescu, Radu Pietreanu și Florin Petrescu („Axinte”), precum și colaboratorii mai mult sau mai puțin constanți: Iulian Ilinca („Frankfurt”), Emil Rădinoiu („Mitică”), Mirela Stoian („Lila”), George Robu („Romică”), Alexandru Conovaru (,,Vasile''), George Lungoci (,,Primarul"), Lucian Dragotă (,,Preotul''). 

## Începuturi

Mugur Mihăescu în 2025

Inițial grupul a fost un hobby al celor trei. Primele încercări, în anul 1988, în formulă de cinci, nu au avut prea mult succes. După ce doi membri ai trupei au renunțat, grupul "Vacanța Mare" realiza reprezentații temporare pe litoral, în special în vacanțele de vară. 
În 1992, la concursul grupurilor de umor neprofesioniste „Burduful de Aur”, organizat la Casa de Cultură a Sindicatelor din Sibiu (unde "Vacanța Mare" a obținut locul doi),cei trei membri inițiali au fost remarcați de impresarul Nicu Dragosin, care i-a determinat să facă pasul decisiv către profesionism. Primele afișe foloseau ca nume al grupului, replica Noi nu suntem normali.
Grupul susținea anual patru spectacole: două turnee la țară, primăvara și toamna, și două turnee vara, pe litoral (și uneori la București). Cei trei obișnuiau să parodieze cântece, schimbându-le versurile în altele cu referiri la politică și acompaniindu-se la chitară. În acea perioadă, spectacolele au avut unele elemente comune: prima intrare în scenă era însoțită de înregistrarea melodiei Final Countdown (a formației suedeze Europe), iar finalul spectacolului includea o combinație între o adaptare după Floare de Iris (a formației române Iris) cu o adaptare a melodiei folclorice Țăranul e pe câmp, cântată de cei trei împreună cu publicul. Ultimele cinci minute erau rezervate unei pantomime, în timpul căreia se asculta un colaj din melodii bine cunoscute, românești și străine, iar cei trei mimau acțiunile descrise de versuri. Scheciurile aveau adesea o temă comună de la spectacol la spectacol, relativ longevive fiind cele din seria Crapu și Menumorut și Leana și Costel.

## Emisiunile TV
După moartea lui Dan Sava în anul 1999 (dintr-un accident de mașină petrecut în județul Constanța, lângă stațiunea Olimp), cei doi membri rămași au continuat să activeze, iar din toamna aceluiași an au realizat emisiuni săptămânale la Pro TV. Emisiunile aveau, de regulă, o durată de aproximativ o oră și erau constant programate la ore de maximă audiență, la sfârșit de săptămână. Din momentul în care a devenit evident că Antena 1 intenționa să concureze prin emisiunea celor de la Divertis, emisiunea a fost programată exclusiv duminică, la ora 20. Prima jumătate a cuprins mai multe formate, sub diverse titluri: Râdeți cu oameni ca noi, Spectacol "Vacanța Mare", "Vacanța Mare" laiv, Stăpânii manelelor (o copie adaptată a serialului Mica Britanie, produs de postul TV britanic "BBC") etc. Cea de-a doua jumătate a fost tradițional rezervată serialului Leana și Costel, acțiunea petrecându-se în satul Sadova, cu excepția sezonului în care Leana și Costel la oraș se desfășoară la București.
În anii 2001-2002, "Vacanța Mare" avea un public TV de peste 2,2 milioane, o audiență apropiată de cea a meciurilor de fotbal cu mare miză ale echipelor românești.
În timpul colaborării cu Pro TV, spectacolele "Vacanța Mare" și-au pierdut din frecvență, dar grupul a realizat două filme de lung metraj: Garcea și oltenii (2002) și Trei frați de belea (2006). Primul dintre ele (promovat de Media Pro) a deținut recordul pentru cel mai vizionat film în România postcomunistă (aproape 290.000 spectatori, conform Anuarului statistic al Centrului Național al Cinematografiei) până în anul 2019, când a fost întrecut de 5GANG: Un altfel de Crăciun.
La începutul lui 2007, grupul "Vacanța Mare" s-a mutat de la Pro TV la Kanal D, cu o primă de instalare de 300.000 de euro, însă contractul a încetat în aprilie 2009.
în 8 aprilie 2023 Serialul s-a mutat la Kanal D2
 Lista emisiunilor:
- Garcea
- Leana și Costel
- Crapu și Menumorut
- Stăpânii manelelor
- Boier Moflea și Vodă
- Garcea agent secret
- Noră pentru Leana
- Inimă de oltean
- Te vreau lângă Leana
- I love Rumenia
- Comoara din Sadova
- Ungurul și ardeleanul

## Revenirea "Vacanța Mare"
Din 2013, grupul "Vacanța Mare" și-a reluat activiatea, din grup făcând parte doar Mugur Mihăescu și Radu Pietreanu, dar este posibilă și cooptarea foștilor membri. Primul spectacol a avut loc pe data de 8 decembrie 2013, la Sala Palatului din București, iar pentru 2014 a fost programat un turneu prin țară. Inițial, se spunea că "Vacanța Mare" nu va mai apărea la televizor, însă în cele din urmă in 2015, "Vacanța Mare" reapare la postul TV "Kanal D", sub numele "Nora pentru Leana", sâmbătă și duminică, de la ora 20:30, respectiv 21:30. Din 29 august 2015, pe "Kanal D" este difuzat un nou sezon, însă Lila nu a mai dorit sa participe. În 2016, "Vacanța Mare" a ieșit din grila "Kanal D" din cauza audienței scăzute, dar a revenit la același post de televiziune din 4 octombrie 2016 în fiecare vineri seara, la ora 23:00, cu un nou sezon, intitulat "Te vreau lângă Leana", în care Leana încearcă să găsească noi soluții de îmbogățire...

## Personaje
Personaje create de grupul Vacanța Mare:
- Garcea - polițistul interpretat de Mugur Mihăescu; parodiază polițiștii români;
- Hârcea - un alt polițist, coleg cu Garcea, interpretat de Emil Rădinoiu;
- Leana și Costel - cuplu de țărani din satul oltenesc Sadova, interpretați de Mugur Mihăescu și Radu Pietreanu;
- Lila și Axinte - copiii Leanei și ai lui Costel din satul oltenesc Sadova, interpretați de Mirela Stoian și Florin Petrescu;
- Mitică - după buletin, Chirpici Dumitru, vecinul cuplului Leana și Costel, interpretat de Emil Rădinoiu;
- Romică  - cârciumarul din Sadova, interpretat de George Robu;
- Frankfurt - derbedeul satului, iubitul Lilei, interpretat de Iulian Ilinca;
- Crapu și Menumorut - ultima specie de țigani: "țigani cinstiți", interpretați de Dan Sava și Mugur Mihăescu;
- Boier Moflea și Vodă - boierul Moflea interpretat de Mugur Mihăescu și Ștefan cel Mare interpretat de Radu Pietreanu;
- Gheorghe - țăranul din seria "Boier Moflea și Vodă", interpretat de Florin Petrescu;
- Istvan „Piști” Kopefalagyi (un maghiar interpretat de Mugur Mihăescu) și baciul Gheorghe (un ardelean interpretat de Radu Pietreanu);
- Toni Ionescu - (Culinar);
- Urinela - nora Leanei și a lui Costel (nevasta lui Axinte și cumnata lui Lila); interpretată de Ani Crețu;
- Fleică - colegul lui Garcea din seria "Garcea agent secret" interpretat de Florin Petrescu;
- Serghei - răufăcătorul rus din seria "Garcea agent secret", interpretat de Alexandru Bogdan Conovaru;
- Dănuț - un băiat înnebunit dupa femei (prezentator la gura satului) interpretat de Mugur Mihăiescu;
- Ion Iliescu - Fostul Președinte al României jucat de Mugur Mihăiescu;
- Traian Băsescu - Președintele României care vine la Sadova la inundații, jucat de Mugur Mihăiescu.

## Spectacole
- Coșciugul (1992)
- Burduful de Aur (1992)
- Noi nu suntem normali (1993)
- Go West (1994)
- La revedere TVR (1994)
- Careul de ași (1994)
- Caritașii umorului (1994)
- Lecția de umor (1994)
- Niște țărani (1995)
- Toate dânsele sus (1995)
- Sex O'Clock (1995)
- Toamna mitocanilor (1995)
- Beatman Forever (1996)
- Te uiți și privești (1996)
- Sticla cu trei capace (1996)
- Vampirii în izmene (1996)
- Tânăr și ne-a liniștit (1997)
- Mănăstirea de taici (1997)
- Am îmbuli-NATO (1997)
- Căruța cu proști (1997)
- Salutări din balamuc (1998)
- Proasta norocului (1998)
- Ce-lularul meu (1998)
- Un saxofon la Casa Albă (1998)
- Cu oltenii la eclipsă (1999)
- Trei proști din Sud-Est (programat pentru 1999, a fost susținut de două ori și a fost anulat după decesul lui Dan Sava)
- Necenzurat (primul spectacol în componența cea nouă - Mugur Mihăescu, Radu Pietreanu, Florin Petrescu - 2000)
- Țapra cu 3 iliezi (2000)
- Aventurile lui Garcea (2000)
- Iezâstă o iesplicație! (2001)
- 25 de ani...cu suspendare (2013, special, susținut doar o dată, pe 8 decembrie)

## Melodii
- Vacanța Mare - Babo
- Vacanța Mare - GSM
- Vacanța Mare - Happy Day
- Vacanța Mare - Kiss Kiss
- Vacanța Mare - Inimă de țigan
- Vacanța Mare - Noi suntem români
- Vacanța Mare - Ce îmi doream
- Vacanța Mare - Trăiască mă-ta
- Vacanța Mare - Lacul Tei
- Vacanța Mare - Barbie țap
- Vacanța Mare - Foaie verde
- Vacanța Mare - Ouă
- Vacanța Mare - Țiganii și internetul
- Vacanța Mare - Muzică de hotline
- Vacanța Mare - Când burtica era goală
- Vacanța Mare - Nașul
- Vacanța Mare - Festival politic
- Vacanța Mare - 3 Sud Sud
- Vacanța Mare - Ridica-mă la Chel
- Vacanța Mare - Drumurile noastre
- Vacanța Mare - Garcea la discotecă
- Vacanța Mare - Dincolo de zid
- Vacanța Mare - Romanță
- Vacanța Mare - Muzica populară
- Vacanța Mare - Sagapao
- Vacanța Mare - Sunt piranda ta
- Vacanta Mare - Sunt sarac
- Vacanța Mare - Dilaila
- Vacanța Mare - Dimineți
- Vacanța Mare - Pe la țară
- Vacanța Mare - Hotline moldovenesc
- Vacanța Mare - Colinde
- Vacanța Mare - Bacalaureat
- Vacanța Mare - Dinamo
- Vacanța Mare - Am îmbuliNATO
- Vacanța Mare - Leana s-a întors

## Filme
- Garcea și oltenii (2002)
- Trei frați de belea (2006)
- Vacanța Mare  (2007)